# Babson Globe
Koordinaten: 42° 17′ 51,7″ N, 71° 15′ 50,5″ W

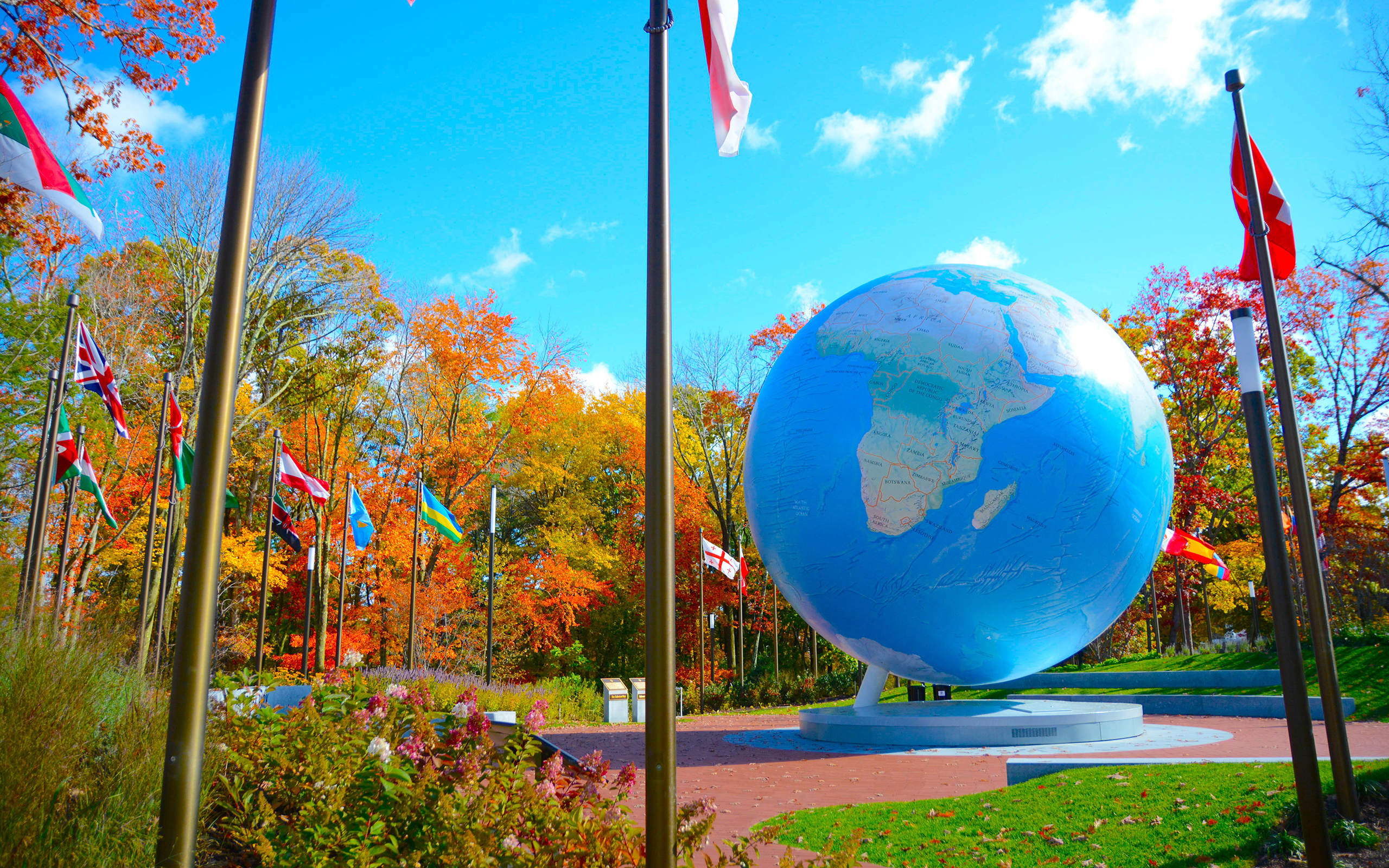
Der Babson Globe in Wellesley (2019)

Der Babson Globe (deutsch Babson Globus) ist ein Erdglobus mit einem Durchmesser von 8,53 Metern auf dem Gelände des Babson College  in Wellesley, Massachusetts, USA.
Er war bis 1988 weltweit größter drehbarer Globus, bis Mappamondo della pace in Colombara bei Apecchio in der italienischen Provinz Pesaro und Urbino fertig gestellt wurde.

## Geschichte
Der Globus war eine Idee von Roger Babson, dem Gründer des Colleges. Er hatte bereits 1947 die Überlegung, den Globus zu bauen, um das Interesse am Weltgeschehen zu fördern. Der Bau begann Anfang der 1950er-Jahre, finanziert aus privaten Geldern von Babson, der 1953 den Globus den Vereinten Nationen widmete, bevor er 1955 fertiggestellt wurde. In den ersten Jahren zog der Globus jährlich Tausende von Besuchern an, doch Ende der 1970er Jahre verfiel er. Die Außenhülle des Globus, die Kontinente und Ozeane nachbildete, fiel 1984 ab, und für die folgenden neun Jahre sah der Globus wie eine große, verrostete Kugel aus. In den 1980er Jahren funktionierte zudem die Maschinerie, die den Globus drehte, nicht mehr. Aufgrund des baufälligen Zustands beschloss die College-Verwaltung 1988, den Globus abzureißen. Daraufhin gründeten Studierende und Lehrkräfte unter der Leitung von C. Christopher Lingamfelter und Professor Larry Meile ein Komitee namens „Save the Globe“, das Spenden für die Restaurierung des Globus sammelte.
Im Jahr 1993 wurde der Globus restauriert und anhand der damals modernsten verfügbaren Satellitenbilder neu gestaltet. In 2018 wurde der Globus erneut saniert und von seinem bisherigen Standort in der Coleman Hall in den Kerry Murphy Healey Park gebracht, wo er im Mai 2019 im Rahmen der Hundertjahrfeier des Colleges enthüllt wurde.

## Beschreibung
Ursprünglich war die Außenhülle des Globus mit porzellangebrannten Stahlfliesen beklebt, die 1984 vollständig abfielen. Bei der ersten Sanierung 1993 wurden stattdessen 506 Vinylplatten aufgebracht, die zudem den neuesten Stand der Erdbeobachtung darstellten. Das Gewicht des Globus beträgt rund 22,7 Tonnen (Umrechnung der offiziell angegebenen 25 tons). 